# Agriotes gallicus
Agriotes gallicus — вид щелкунов из подсемейства Dendrometrinae

## Распространение
Широко распространён в Европе; встречается в Западной, Южной и Центральной Европе.

## Описание
В длину самец достигает 6,5—7,5 мм, а самка 8,5—9 мм.

## Экология и местообитания
Встречаются на живых изгородях и на лугах.